# 金毛新木姜子
金毛新木姜子（学名：Neolitsea chrysotricha）为樟科新木姜子属下的一个种。